# Estadio Pascual Mina
El Estadio Pascual Mina es un estadio multiusos. Está ubicado en la ciudad de Quinindé, provincia de Esmeraldas. Es usado mayoritariamente para la práctica del fútbol, Tiene capacidad para 4000 espectadores.

## Historia
Desempeña un importante papel en el fútbol local, ya que los clubes quinindeños como el Club Deportivo Atlético Quinindé, Unión Deportiva Juvenil y Brasilia hacían y/o hacen de locales en este escenario deportivo.
El estadio es sede de distintos eventos deportivos a nivel local, así como es escenario para varios eventos de tipo cultural, especialmente conciertos musicales (que también se realizan en el Coliseo Vicente Olivo de Quinindé).

## Galería

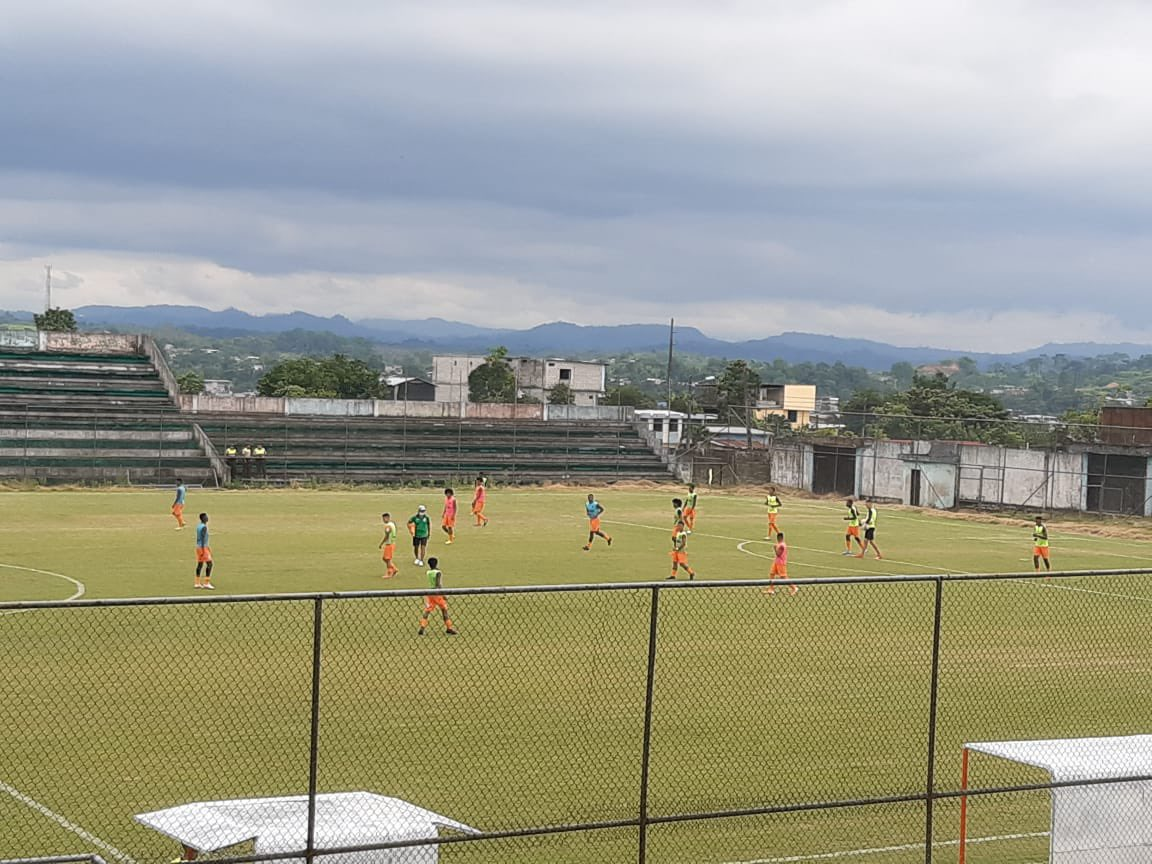
Vista desde la tribuna (derecha)
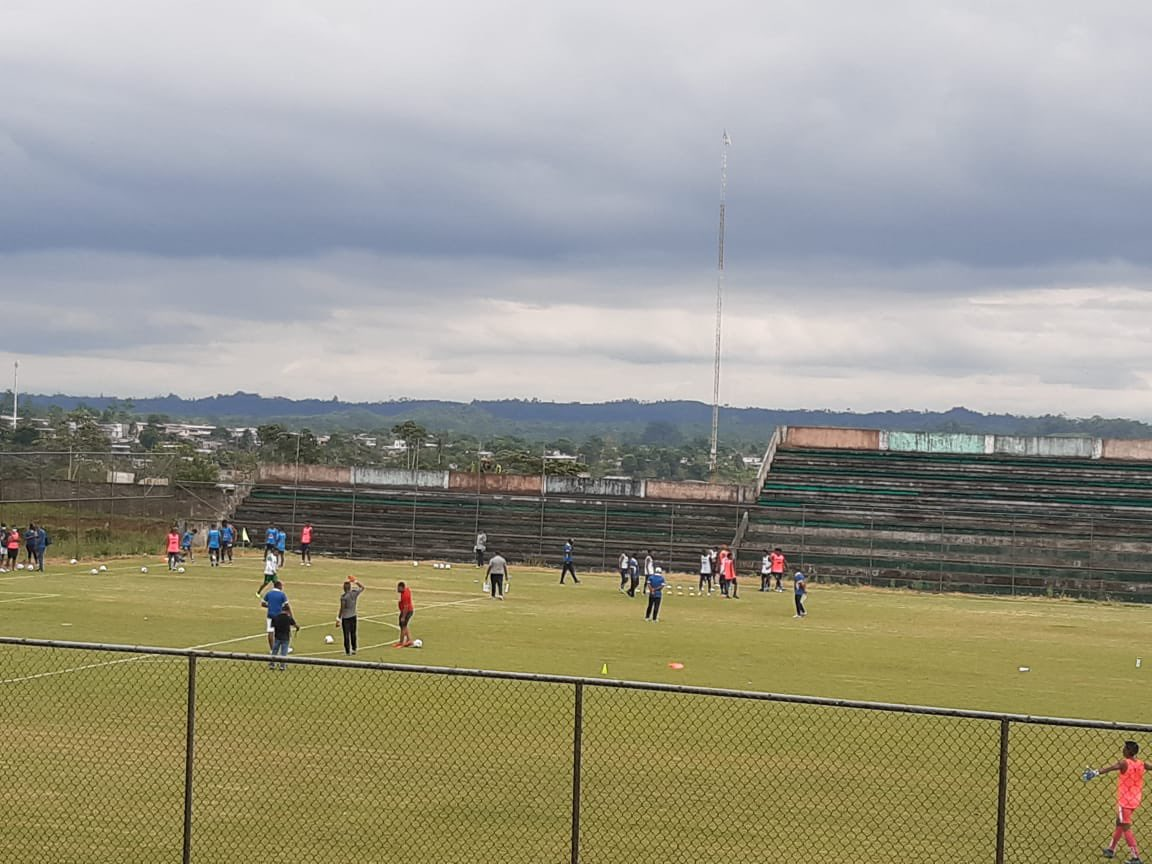
Vista desde la tribuna (izquierda)
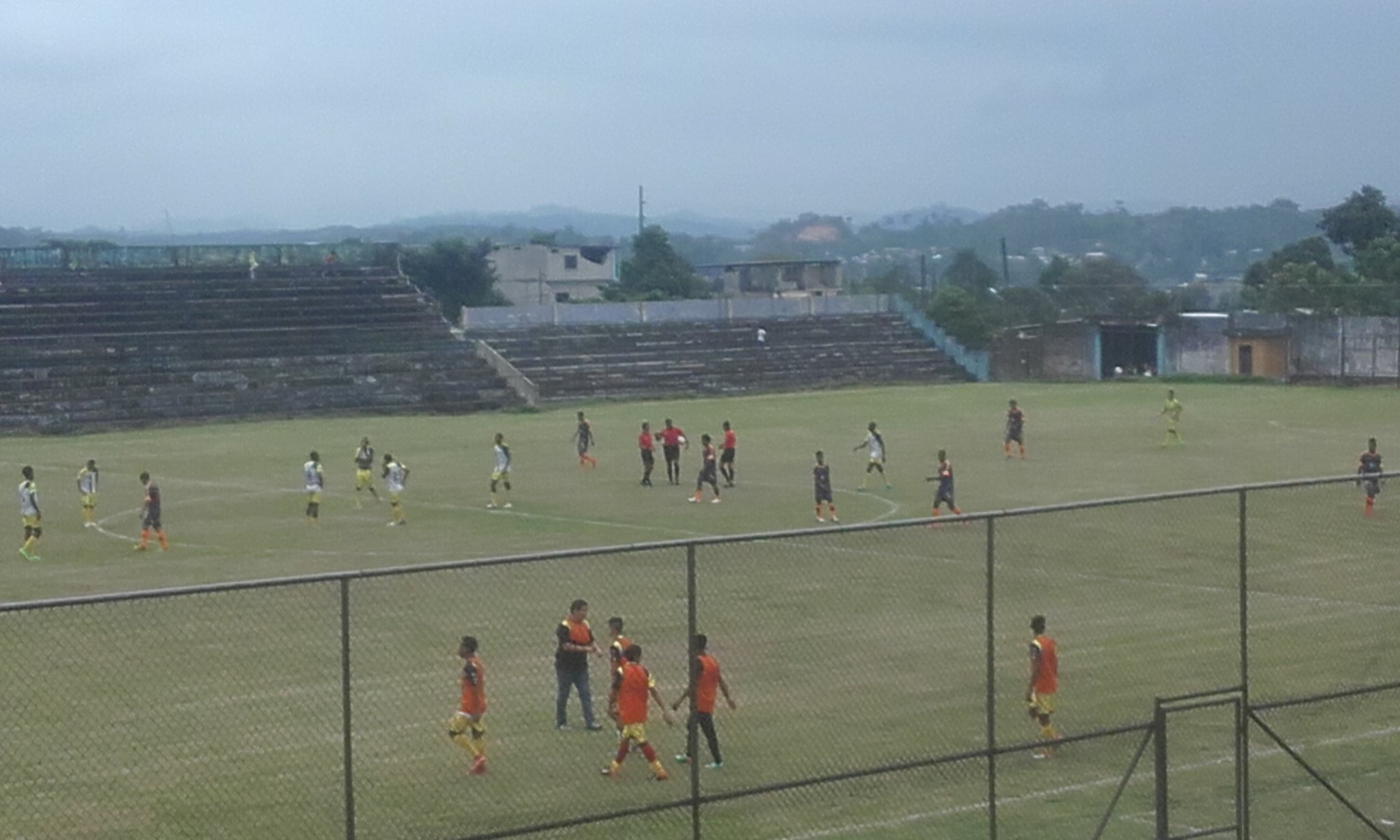
Vista desde la tribuna (derecha)
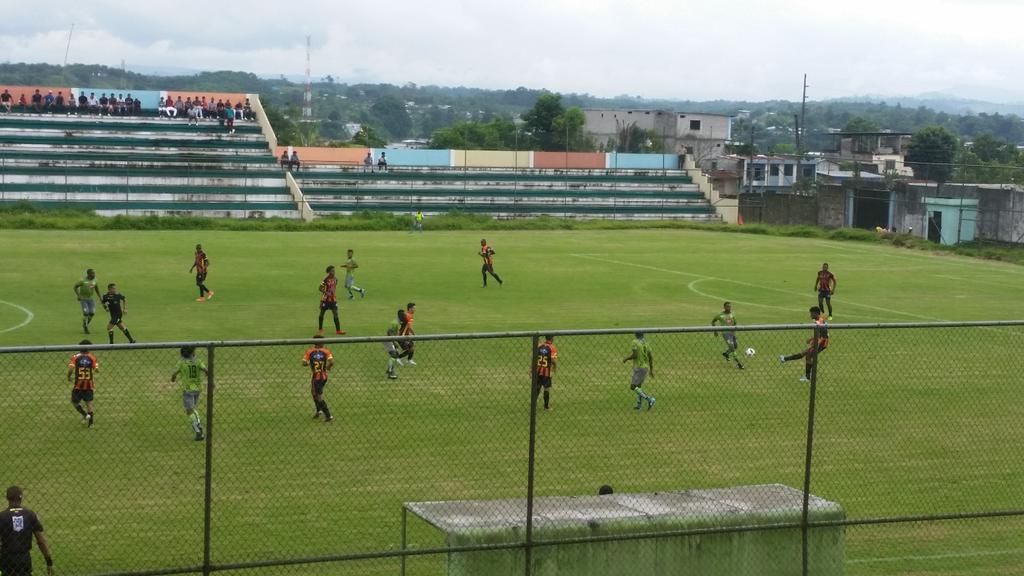
Vista desde la tribuna (derecha)